# Maria Dąbrowska
Maria Dąbrowska, conosciuta anche come Szumska (Russów, 6 ottobre 1889 – Varsavia, 19 maggio 1965), è stata una scrittrice polacca forse la più popolare della prima metà del Novecento.
Mostrò sin da giovane interesse per la Letteratura e la Politica, specialmente verso il Comunismo e il Femminismo. Studiò Filosofia, Scienze naturali e Sociologia a Losanna, in Svizzera, e a Bruxelles, in Belgio, poi, tornata in Polonia, si trasferì a Varsavia nel 1917. Lavorò per il Ministero dell'Agricoltura, scrivendo allo stesso tempo articoli per alcuni giornali minori della capitale polacca. S'interessò soprattutto a Freud, al rispetto dei Diritti umani e qualche volta anche di Letteratura, scrivendo articoli su scrittori connazionali quali Michał Bałucki, Zygmunt Krasiński, Tomasz Zan... Ma come critica letteraria non fu mai presa sul serio. Le stavano a cuore soprattutto i Diritti dell'uomo e del bambino, a cui si dedicò pienamente dal 1927, impegnandosi per farli rispettare in tutta la Polonia. La sua attività non fu interrotta dall'invasione nazista. Nei suoi romanzi è facile notare un grande interesse verso la mente, la sua analisi e le conseguenze che questa subisce dagli avvenimenti del mondo.

## Opere (titoli in Polacco)
- Dzieci ojczyzny (I figli della patria), 1918
- Gałąź czereśni (Il ramo di ciliegio), 1922
- Uśmiech dzieciństwa (Il sorriso dell'infanzia), 1923
- Ludzie stamtąd (La gente di quelle parti), 1926
- (EN) Noce i dnie (Notti e giorni), 1932 - 1934
- Znaki życia (I segni della vita), 1938
- Gwiazda zaranna (La stella del mattino), 1955